# Собаки, що грають в покер
«Собаки грають в покер» (англ. Dogs Playing Poker) — серія з вісімнадцяти картин Кассіуса Марселлуса Куліджа, що зображють антропоморфізованих собак, які займаються різними справами, зокрема на одинадцяти з них собаки сидять за картковим столом. Серія включає картину 1894 року, шістнадцять картин 1903 року, написаних для компанії «Brown & Bigelow» для реклами сигар, і картину 1910 року.
Перша картина, «Гра в покер» 1894 року, у 2015 році була продана на аукціоні за 658 000 доларів.

## Картини
- Картина 1894 року «Poker Game» (Гра в покер).
- Картини 1903 року для Brown & Bigelow:
  - «A Bachelor's Dog» (Собака холостяка) – собаки займаються читанням пошти
  - «A Bold Bluff» (Сміливий блеф) – грають у покер (первісна назва «Judge St. Bernard Stands Pat on Nothing» (Суддя Сен-Бернар не заперечує))[3]
  - Breach of Promise Suit (Позов про порушення обіцянок) – свідчення в суді
  - A Friend in Need (Друг у біді) – шахрайство у покер
  - His Station and Four Aces (Його станція і чотири тузи) – покер
  - New Year's Eve in Dogville (Новорічна ніч у Догвіллі) – бальні танці
  - One to Tie Two to Win – бейсбол
  - Pinched with Four Aces (Затиснутий чотирма тузами) – покер, нелегальні азартні ігри
  - Poker Sympathy (Покерна симпатія) – покер
  - Post Mortem – покер
  - The Reunion – куріння і випивка, товариські стосунки
  - Riding the Goat – масонська ініціація
  - Sitting up with a Sick Friend (Сидіння з хворим другом) – покер
  - Stranger in Camp (Незнайомець у таборі) – покер
  - Ten Miles to a Garage (Десять миль до гаража) – подорожі, проблеми з машиною, робота в команді
  - A Waterloo (Ватерлоо) – покер (первісна назва Judge St. Bernard Wins on a Bluff (Суддя Сен-Бернар виграє на блефі))[3]
- Картина 1910 року Looks Like Four of a Kind (Виглядає як четвірка)

## Галерея

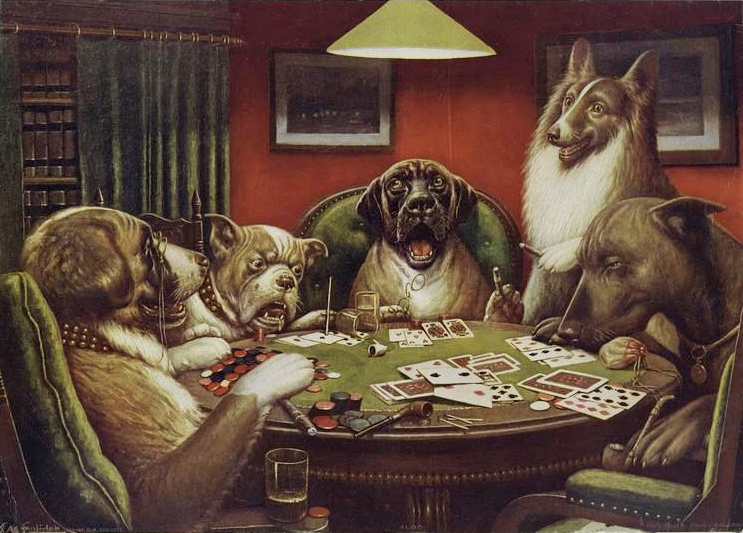
A Waterloo
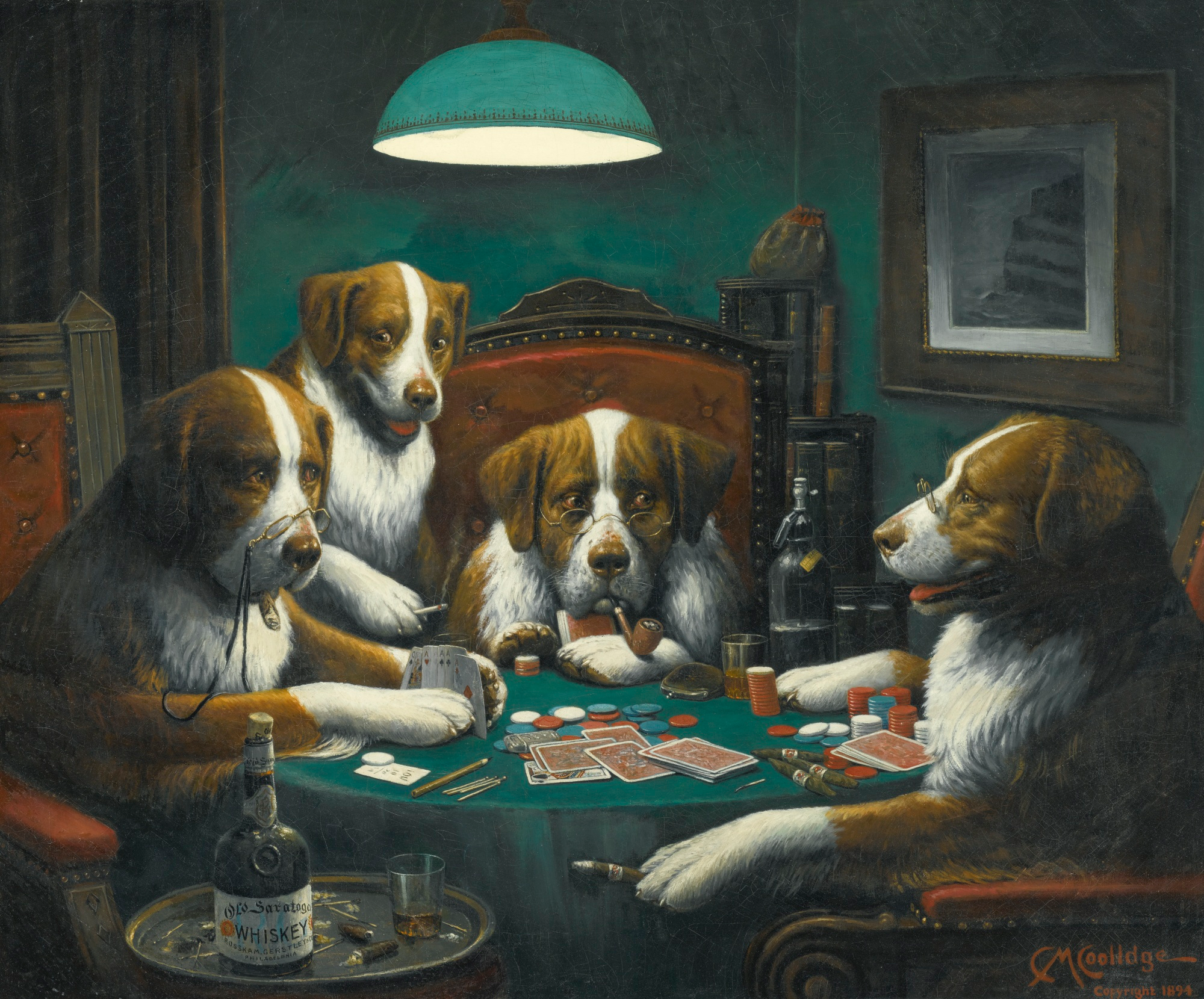
«Poker Game»
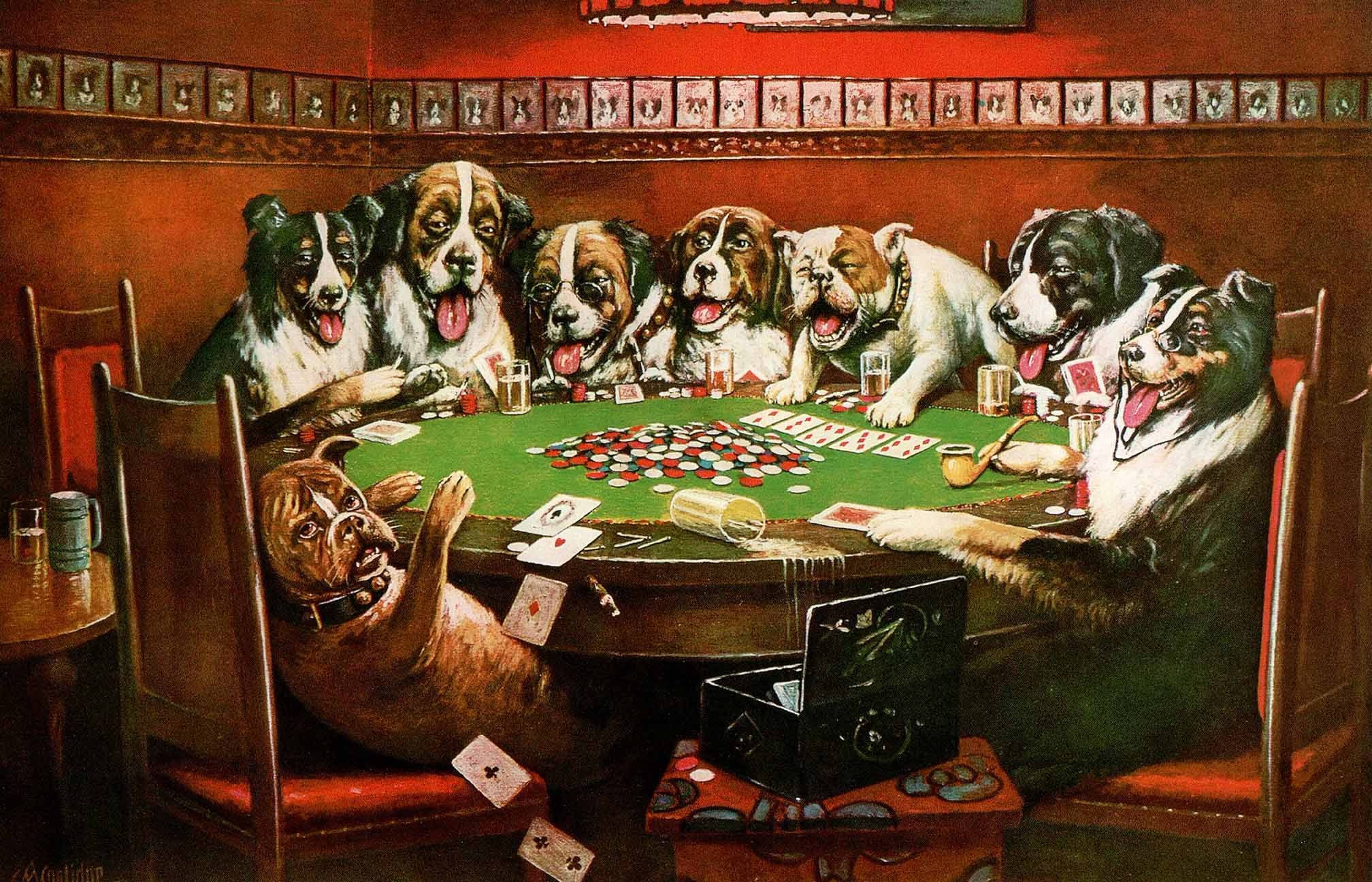
Poker Sympathy
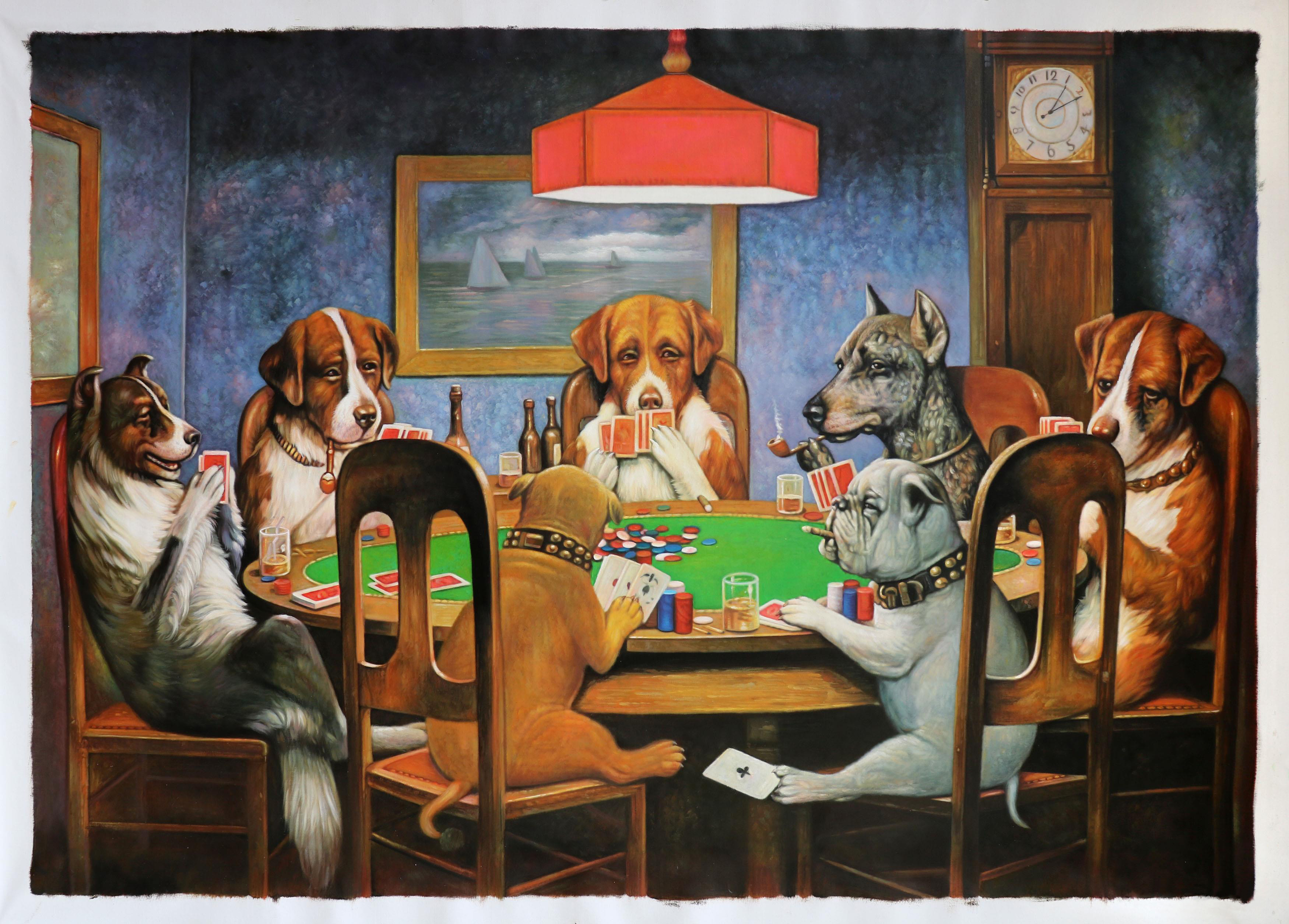
A Friend in Need
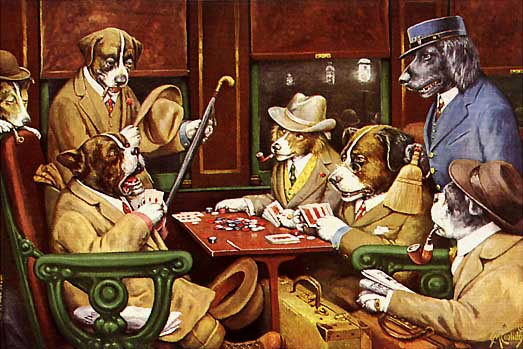
His Station and Four Aces
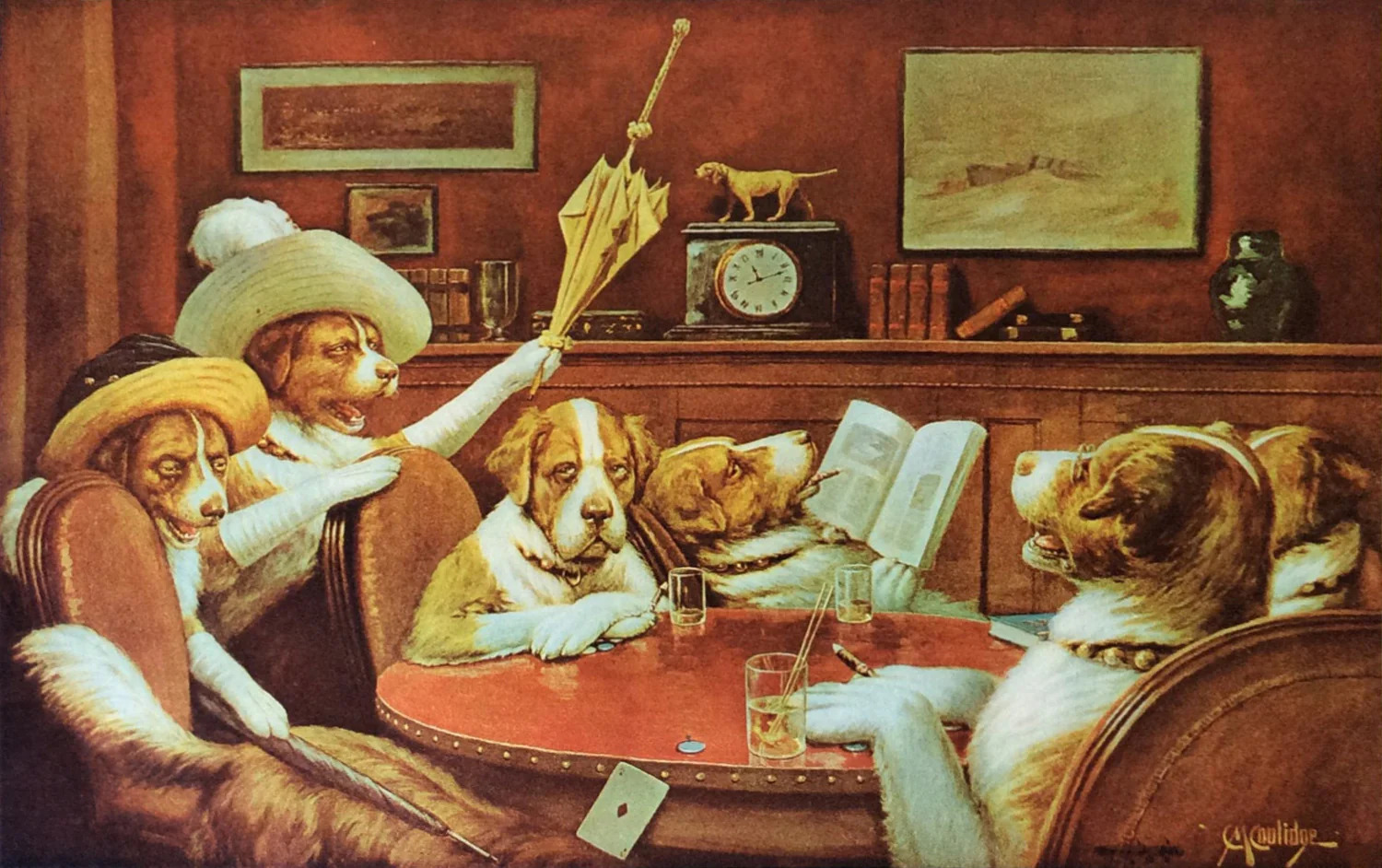
Sitting up with a Sick Friend